# Didymella pinodes
Didymella pinodes (Berk. & A. Bloxam) Petr. – gatunek grzybów z klasy Dothideomycetes. Saprotrof i pasożyt niektórych gatunków roślin.

## Systematyka i nazewnictwo
Pozycja w klasyfikacji według Index Fungorum: Didymella, Didymellaceae, Pleosporales, Pleosporomycetidae, Dothideomycetes, Pezizomycotina, Ascomycota, Fungi.
Po raz pierwszy zdiagnozowali go w 1861 r. M.J. Berkeley i A. Bloxam nadając mu nazwę Sphaeria pinodes. Obecną, uznaną przez Index Fungorum nazwę nadał mu Franz Petrak w 1924 r.
Synonimy:
- Ascochyta pinodes L.K. Jones 1927
- Didymellina pinodes (Berk. & A. Bloxam) Höhn. 1918
- Mycosphaerella pinodes (Berk. & A. Bloxam) Vestergr. 1912
- Peyronellaea pinodes (Berk. & A. Bloxam) Aveskamp, Gruyter & Verkley 2010
- Sphaerella pinodes (Berk. & A. Bloxam) Niessl 1875
- Sphaeria pinodes Berk. & A. Bloxam 1861

## Morfologia
Grzyb mikroskopijny. Na porażonych częściach roślin tworzy pyknidia o rozmiarach 100 × 200 μm. Powstają one samotnie lub w grupach w obrębie chorobowych plam na łodygach, liściach, strąkach i nasionach. Początkowo są zanurzone w tkankach rośliny, potem częściowo wynurzone. Mają barwę od ciemnobrązowej do czarnej i brodawkowatą ostiolę. Ich ściany zbudowane są z pseudoparenchymatycznych komórek, nieco bardziej grubościennych w warstwie zewnętrznej. Powstają w nich hialinowe, elipsoidalne konidia z gutulą i 1–3 przegrodami, na których są lekko zwężone. Mają rozmiar 8–16 (–18) × 3–4,5 (–5) μm.
Ciemnobrązowe i pokryte ostrymi brodawkami pseudotecja są rozproszone w porażonej tkance, lub tworzą niewielkie grupy. Worki cylindryczne, siedzące lub wyrastające na krótkich trzoneczkach, 8–zarodnikowe. Mają wymiary 12–18× 4–8 μm. Askospory nieregularnie pęcherzykowate, hialinowe, elipsoidalne, o zaokrąglonych końcach. Mają rozmiar 50–80 × 10–15 μm.
Didymella pinodes jest jednym z trzech patogenów wywołujących u grochu chorobę o nazwie zgorzelowa plamistość grochu. Pozostałe wywołujące ją patogeny to Didymella pisi i Didymella pinodella. Plamy wywołane przez P. pinodes na porażonych liściach grochu są okrągłe lub owalne, początkowo purpurowobrązowe, potem ciemnobrązowe i mają średnicę 2–7 mm. Na łodydze mogą być wydłużone. Ponadto są koncentrycznie strefowane i w środku zazwyczaj jaśniejsze, niż na obwodzie. Te cechy pozwalają odróżnić porażenie wywołane przez P. pinodes od porażenia wywołanego przez dwa pozostałe gatunki wywołujące tę chorobę.

## Występowanie
Szeroko rozprzestrzeniony, szczególnie w rejonach o klimacie umiarkowanym i subtropikalnym. Jako pasożyt notowany na groszku, grochu zwyczajnym, fasoli, i wyce. Wśród rośli uprawnych w Polsce wywołuje choroby: askochytoza wyki i zgorzelowa plamistość grochu.